# 汉鲁王墓
汉鲁王墓，是为汉朝历代鲁王的陵墓。包括曲阜市的九龙山、亭山的五座崖墓，邹城市的四基山、云山的五座崖墓。一共十座崖墓。
汉朝建都在曲阜的藩王有十四位，为西汉的鲁王张偃（被削爵）、鲁共王刘余、鲁安王刘光、鲁孝王刘庆忌、鲁顷王刘封、鲁文王刘晙、鲁王刘闵，东汉的东海王刘阳、东海恭王刘强、东海靖王刘政、东海顷王刘肃、东海孝王刘臻、东海懿王刘祗、崇德侯刘羡。十座崖墓即除了张偃、刘闵、刘阳（汉明帝）、刘羡之外，其他十位鲁王的陵墓。
九龙山3号墓出土王庆忌铜印，发掘者将其定为鲁孝王刘庆忌之墓。1977年12月23日，山东省公布为九龙山崖墓群和四基山崖墓群省级第一批重点文物保护单位；2001年6月25日，国务院公布汉鲁王墓为第五批全国重点文物保护单位。